# دانة جبيلية
الدانة  الجبيلية أو الغصة الجبيلية (باللاتينية: Ballota byblensis) نوع نباتي يتبع جنس الدانة من الفصيلة الشفوية من رتبة الشفويات.

## البيئة والانتشار
موطنه بلاد الشام.